# Wolfgang Schreyer
Wolfgang Schreyer (* 20. November 1927 in Magdeburg; † 14. November 2017 in Ahrenshoop) war ein deutscher Schriftsteller. Er zählte mit einer Gesamtauflage von über fünfeinhalb Millionen Büchern zu den meistgelesenen DDR-Autoren.

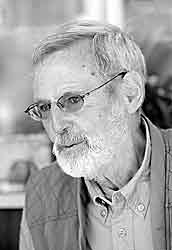
Wolfgang Schreyer (2004)

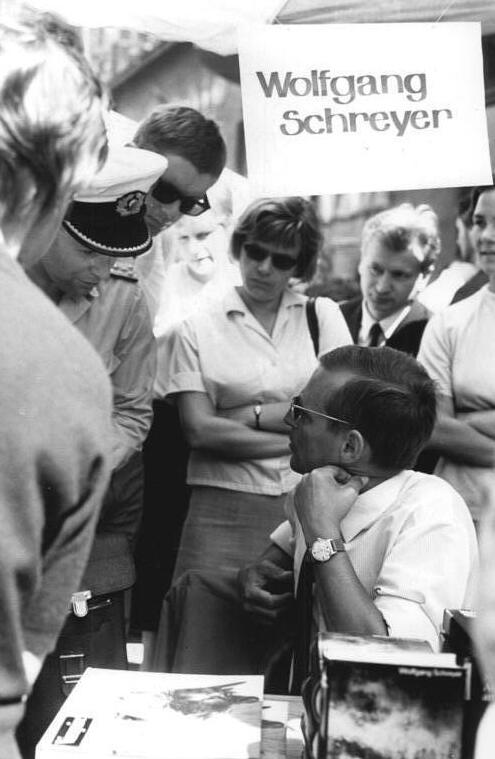
Wolfgang Schreyer (Buchbasar Rostock 1967)

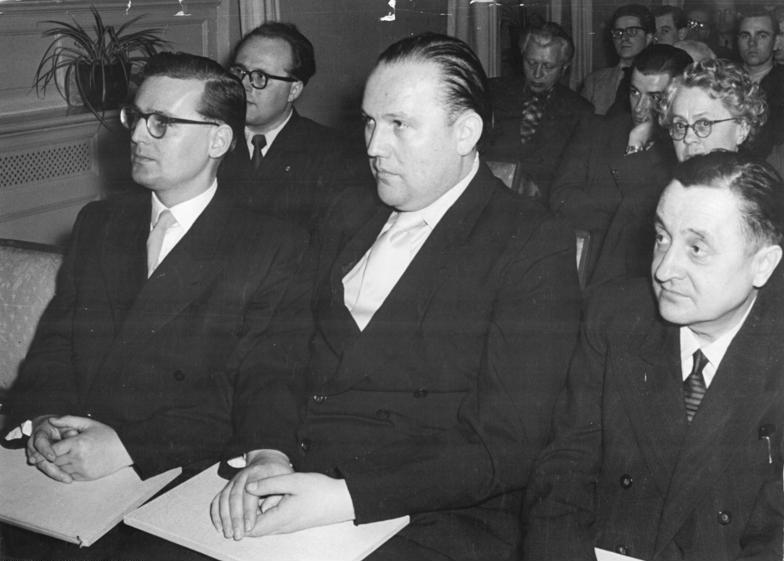
Die mit dem Heinrich-Mann-Preis 1956 ausgezeichneten Schriftsteller Wolfgang Schreyer (links), Franz Fühmann (Mitte) und Rudolf Fischer

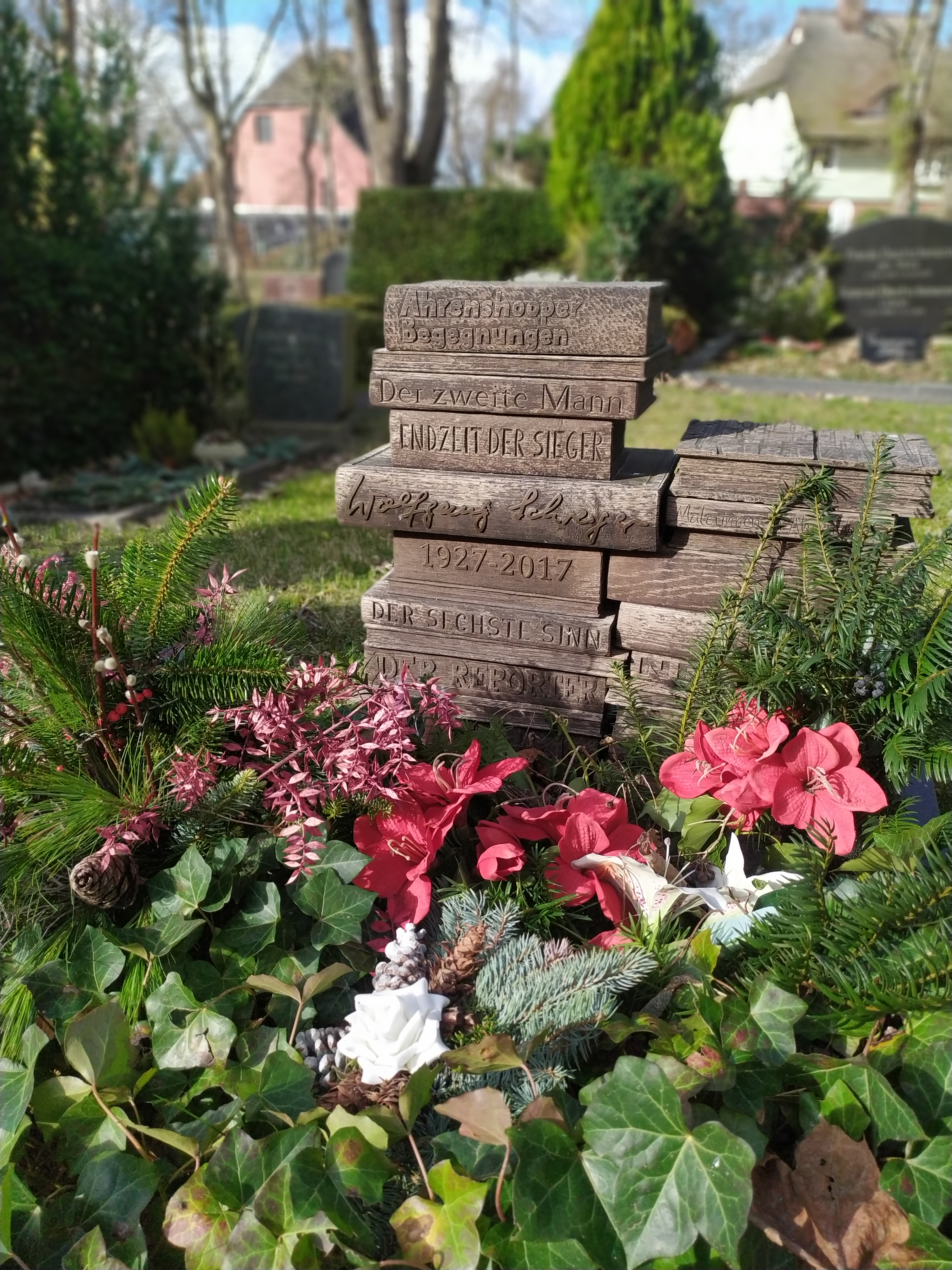
Grabstätte in Ahrenshoop

## Leben
Wolfgang Schreyer war der Sohn eines Drogisten. Er besuchte die Oberschule und wurde in der Endphase des Zweiten Weltkriegs als Flakhelfer eingesetzt. Am 3. Februar 1944 beantragte Schreyer die Aufnahme in die NSDAP und wurde zum 20. April desselben Jahres aufgenommen (Mitgliedsnummer 9.816.277). Er diente bis Kriegsende in der Wehrmacht und geriet anschließend in amerikanische Kriegsgefangenschaft, aus der er 1946 entlassen wurde. Von 1947 bis 1949 absolvierte er eine Ausbildung zum Drogisten und übte diesen Beruf anschließend bis 1950 aus. Von 1950 bis 1952 war er Geschäftsführer eines Pharmaunternehmens. Seit dem Erscheinen seines Romandebüts Großgarage Südwest war er freier Schriftsteller.. Seit 1958 stand Schreyer mehrfach für längere Zeit unter Beobachtung des Staatssicherheitsdienstes der DDR. Schreyer lebte bis 1972 in Magdeburg; danach war er bis zu seinem Tod im November 2017 in Ahrenshoop in Mecklenburg-Vorpommern ansässig. Wolfgang Schreyer hatte vier Kinder, darunter den Journalisten Paul Schreyer (* 1977).

## Werk
Wolfgang Schreyer verfasste ein umfangreiches erzählerisches Werk, das größtenteils der Unterhaltungsliteratur zugerechnet wird, aber auch gesellschaftskritische Züge trägt. Er debütierte 1952 mit dem Kriminalroman Großgarage Südwest.
Besonders erfolgreich waren Schreyers in Mittelamerika und der Karibik angesiedelten Romane, in denen der Autor Fiktion und Dokumentarisches vermischte. Die Schauplätze dieser Romane hatte er selbst erst nach 1990 besucht.
Daneben schrieb er Kriminalromane, einen Science-Fiction-Roman, Film- und Fernsehdrehbücher sowie Hörspiele. Mit einer Gesamtauflage von mehr als fünfeinhalb Millionen Exemplaren gilt Schreyer als einer der erfolgreichsten Autoren der DDR-Literatur. Mehrere seiner Romane wurden von der DEFA verfilmt.
Wolfgang Schreyer war seit 1952 Mitglied des Schriftstellerverbandes der DDR und seit 1974 des PEN-Zentrums der DDR; später des PEN-Zentrums Deutschland. Seit 1990 gehörte er dem Verband deutscher Schriftsteller an.

### Auszeichnungen
1956 erhielt er den Heinrich-Mann-Preis für seinen Roman Unternehmen Thunderstorm.

### Werke
- Großgarage Südwest. Kriminalroman. Das Neue Berlin, Berlin 1952, DNB 576114251 (360 S.).
Als E-Book: Edition digital, Pinnow 2011, ISBN 978-3-86394-081-2.
- Mit Kräuterschnaps und Gottvertrauen. Roman (= Gelbe Reihe). Das Neue Berlin, Berlin 1953, DNB 576114189 (294 S.).
Neuausgabe: BS Verlag, Rostock, ISBN 3-89954-107-3.
Als E-Book: Edition digital, Pinnow 2013, ISBN 978-3-86394-917-4.
- Unternehmen „Thunderstorm“. Roman. Das Neue Berlin, Berlin 1953, DNB 576114316 (897 S.).
Als E-Book: Edition digital, Pinnow 2021, ISBN 978-3-96521-062-2.
- Die Banknote. Kriminalroman. Textillustration: Klaus Poche. Das Neue Berlin, Berlin 1955, DNB 57611412X (340 S.).
Als E-Book: Edition digital, Pinnow 2012, ISBN 978-3-86394-898-6.
- Schüsse über der Ostsee. Verlag Neues Leben, Berlin 1955, DNB 364584785 (30 S.).
Als E-Book: Edition digital, Pinnow 2013, ISBN 978-3-86394-085-0.
- Der Traum des Hauptmann Loy. Roman. Illustrationen: Klaus Poche, kriminaltechnische Zeichnungen: Friedrich Thierbach. Das Neue Berlin, Berlin 1956, DNB 576114340 (494 S.).
Als E-Book: Edition digital, Pinnow 2012, ISBN 978-3-86394-536-7.
- Der Spion von Akrotiri. Illustrationen: Klaus Poche. Verlag des Ministeriums für Nationale Verteidigung, Berlin 1957, DNB 364584793 (55 S.).
Als E-Book: Edition digital, Pinnow 2012, ISBN 978-3-86394-512-1.
- Das grüne Ungeheuer. Roman. Illustrationen: Klaus Poche. Das Neue Berlin, Berlin 1959, DNB 454469926 (341 S.).
Überarbeitete Ausgabe als: Der grüne Papst. Illustrationen: Günther Neubert. Deutscher Militärverlag, Berlin 1961, DNB 576114200
Neuausgabe: BS Verlag, Rostock 2000, ISBN 3-935171-28-5.
- Alaskafüchse. 5 Berichte aus 3 Erdteilen. Illustrationen: Klaus Poche. Verlag des Ministeriums für Nationale Verteidigung, Berlin 1959, DNB 57611409X (384 S.).
Enthält: Alaskafüchse, Das Attentat, Tod eines Kanoniers, Bananengangster und Der Spion von Akrotiri.
Als E-Book: Edition digital, Pinnow 2012, ISBN 978-3-86394-513-8.
- Tempel des Satans. Roman. Verlag des Ministeriums für Nationale Verteidigung, Berlin 1960, DNB 870846477 (336 S.).
Neuausgabe: BS Verlag, Rostock 2000, ISBN 3-935171-29-3.
Als E-Book: Edition digital, Pinnow 2012, ISBN 978-3-86394-527-5.
- Entscheidung an der Weichsel. Dokumentarbericht über Vorgeschichte und Verlauf des Warschauer Aufstandes. Kriminaltechnische Zeichnungen: Arthur Gärtner. Verlag des Ministeriums für Nationale Verteidigung, Berlin 1960, DNB 576114138 (54 S.).
Als E-Book: Edition digital, Pinnow 2013, ISBN 978-3-86394-359-2.
- Die Piratenchronik. Dramatische Szenen und Berichte aus der Geschichte der Luftspionage. Kongreß-Verlag, Berlin 1961, DNB 870846477 (200 S.).
Überarbeitete 3. Auflage als: Augen am Himmel. Eine Piratenchronik. Deutscher Militärverlag, Berlin 1967, DNB 458885517
Als E-Book: Edition digital, Pinnow 2012, ISBN 978-3-86394-515-2.
- Vampire, Tyrannen, Rebellen. Mit Günter Schumacher. Kriminaltechnische Zeichnungen: Helmut Kloss. Deutscher Militärverlag, Berlin 1963, DNB 454469934 (134 S.).
- Präludio 11. Roman. Das Neue Berlin, Berlin 1964, DNB 576114235 (327 S.).
Als E-Book: Edition digital, Pinnow 2012, ISBN 978-3-86394-095-9.
- Fremder im Paradies. Roman. Mitteldeutscher Verlag, Halle (Saale) 1966, DNB 458885533 (380 S.).
Neuausgabe in der Reihe Welt der Abenteuer, Karl-May-Verlag, Bamberg 1971, DNB https://d-nb.info/720103665.
Als E-Book: Edition digital, Pinnow 2012, ISBN 978-3-86394-096-6.
- Der gelbe Hai. Abenteuerroman. Kriminaltechnische Zeichnungen: Klaus Ensikat. Das Neue Berlin, Berlin 1969, DNB 458885568 (317 S.).
Neuausgabe: BS Verlag, Rostock 2002, ISBN 3-935171-76-5.
Als E-Book: Edition digital, Pinnow 2012, ISBN 978-3-86394-521-3.
- Aufstand des Sisyphos. Eine caribische Chronik. Mit Jürgen Hell. Deutscher Militärverlag, Berlin 1969, DNB 455579571 (405 S.).
- Bananengangster (= Meridian. Band 25). Deutscher Militärverlag, Berlin 1970, DNB 457576081 (80 S.).
Als E-Book: Edition digital, Pinnow 2012, ISBN 978-3-86394-100-0.
- Die dominikanische Tragödie. Trilogie. Mitteldeutscher Verlag, Halle (Saale) (/Leipzig).
  - Band 1: Der Adjutant. Roman. 1971, DNB 576114073 (407 S.).
  - Band 2: Der Resident. Roman. 1973, DNB 740335456 (483 S.).
  - Band 3: Der Reporter. Roman. 1980, DNB 810549530 (462 S.).
- Tod des Chefs oder die Liebe zur Opposition. Schauspiel. Eulenspiegel-Verlag, Berlin 1975, DNB 790073072 (91 S.).
Als E-Book: Edition digital, Pinnow 2013, ISBN 978-3-86394-102-4.
- Schwarzer Dezember. Roman. Mitteldeutscher Verlag, Halle (Saale) 1977, DNB 780105699 (408 S.).
Neuausgabe: BS Verlag, Rostock 2006, ISBN 3-89954-222-3.
Als E-Book: Edition digital, Pinnow 2012, ISBN 978-3-86394-522-0.
- Die Entführung. Erzählungen. Mitteldeutscher Verlag, Halle (Saale)/Leipzig 1979, DNB 800198573 (375 S.).
Neuausgabe: BS Verlag, Rostock 2002, ISBN 3-89954-015-8.
- Die Suche oder die Abenteuer des Uwe Reuss. Roman. Das Neue Berlin, Berlin 1981, DNB 820387525 (335 S.).
Neuausgabe: BS Verlag, Rostock 2001, ISBN 3-935171-64-1.
- Eiskalt im Paradies. Roman. Mitteldeutscher Verlag, Halle (Saale)/Leipzig 1982, DNB 821114980 (239 S.).
Neuausgabe: BS Verlag, Rostock 2009, ISBN 978-3-86785-100-8.
Als E-Book: Edition digital, Pinnow 2012, ISBN 978-3-86394-108-6.
- Die fünf Leben des Dr. Gundlach. Roman. Militärverlag der DDR, Berlin 1982, DNB 830357416 (380 S.).
Neuausgabe: BS Verlag, Rostock 2002, ISBN 3-935171-94-3.
Als E-Book: Edition digital, Pinnow 2011, ISBN 978-3-86394-269-4.
- Der Fund oder die Abenteuer des Uwe Reuss. Roman. Das Neue Berlin, Berlin 1987, ISBN 3-360-00144-3 (279 S.).
- Der sechste Sinn. Roman. Mitteldeutscher Verlag, Halle (Saale)/Leipzig 1987, ISBN 3-354-00161-5 (339 S.).
Als E-Book: Edition digital, Pinnow 2012, ISBN 978-3-86394-525-1.
- Der Mann auf den Klippen. Roman. Militärverlag der DDR, Berlin 1987, ISBN 3-327-00380-7 (335 S.).
Als E-Book: Edition digital, Pinnow 2011, ISBN 978-3-86394-268-7.
- Unabwendbar. Kriminalroman (= Delikte, Indizien, Ermittlungen). Das Neue Berlin, Berlin 1988, ISBN 3-360-00260-1 (215 S.).
Als E-Book: Edition digital, Pinnow 2012, ISBN 978-3-86394-530-5. Nachauflage: BS Verlag, Rostock 2017, ISBN 978-3-86785-419-1.
- Endzeit der Sieger. Roman. Mitteldeutscher Verlag, Halle (Saale)/Leipzig 1989, ISBN 3-354-00588-2 (543 S.).
Als E-Book: Edition digital, Pinnow 2012, ISBN 978-3-86394-528-2.
- Die Beute. Roman. Hinstorff Verlag, Rostock 1989, ISBN 3-356-00258-9 (320 S.).
Als E-Book: Edition digital, Pinnow 2012, ISBN 978-3-86394-526-8.
- Nebel. Kriminalroman (= Delikte, Indizien, Ermittlungen. Band 158). Das Neue Berlin, Berlin 1991, ISBN 3-360-00382-9 (366 S.).
Als E-Book: Edition digital, Pinnow 2013, ISBN 978-3-86394-817-7. Nachauflage: BS Verlag, Rostock 2017, ISBN 978-3-86785-421-4.
- Alpträume. Dreizehn erotische Geschichten mit kriminellem Hauch. dr. ziethen verlag, Oschersleben 1991, ISBN 3-928703-03-X (128 S.).
Als E-Book: Edition digital, Pinnow 2013, ISBN 978-3-86394-816-0.
- Das Quartett. Kriminalroman. Das Neue Berlin, Berlin 1994, ISBN 3-359-00745-X (248 S.).
Als E-Book: Edition digital, Pinnow 2013, ISBN 978-3-86394-910-5.
- Der zweite Mann. Rückblick auf Leben und Schreiben. Das Neue Berlin, Berlin 2000, ISBN 3-360-00932-0 (412 S.).
Als E-Book: Edition digital, Pinnow 2013, ISBN 978-3-86394-839-9.
- Der Verlust oder die Abenteuer des Uwe Reuss. BS Verlag, Rostock 2001, ISBN 3-935171-66-8 (309 S.).
Als E-Book: Edition digital, Pinnow 2021, ISBN 978-3-96521-447-7.
- Das Kurhaus. Erzählung. BS Verlag, Rostock 2002, ISBN 3-89954-014-X (98 S.).
Als E-Book: Edition digital, Pinnow 2021, ISBN 978-3-96521-462-0.
- Die Legende. Roman. (Was am 11. September geschah). Mit Paul Schreyer. Das Neue Berlin, Berlin 2006, ISBN 3-360-01289-5 (386 S.).
- Ahrenshooper Begegnungen. Ein Haus am Meer und seine Gäste. BS Verlag, Rostock 2008, ISBN 978-3-86785-030-8 (189 S.).
Als E-Book: Edition digital, Pinnow 2021, ISBN 978-3-96521-428-6.
- Der Leuchtturm. Roman. Scheunen-Verlag, Saal 2009, ISBN 978-3-938398-81-4 (220 S.).
Als E-Book: Edition digital, Pinnow 2021, ISBN 978-3-96521-457-6.
- Die Verführung. Erzählungen. Das Neue Berlin, Berlin 2010, ISBN 978-3-360-02108-3 (169 S.).
Als E-Book: Edition digital, Pinnow 2021, ISBN 978-3-96521-458-3.
- Der Feind im Haus. Roman. Das Neue Berlin, Berlin 2011, ISBN 978-3-360-02118-2 (266 S.).
Als E-Book: Edition digital, Pinnow 2021, ISBN 978-3-96521-462-0
- Zu guter Letzt. Erzählungen, Erinnerungen und Essays. BS Verlag, Rostock 2016, ISBN 978-3-86785-358-3 (127 S.).
- Ich möchte so gern ein Held sein. Der Briefwechsel. Mit Brigitte Reimann. Hrsg.: Carsten Gansel, Kristina Stella. OKAPI Verlag, Berlin 2018, ISBN 978-3-9816011-2-1 (540 S.).

### Verfilmungen
- 1961: Der Traum des Hauptmann Loy (Regie: Kurt Maetzig)
- 1962: Das grüne Ungeheuer (TV, Regie: Rudi Kurz)
- 1962: Tempel des Satans (TV, 3 Teile, Regie: Georg Leopold)
- 1964: Alaskafüchse (Regie: Werner W. Wallroth)
- 1964: Preludio 11 (Regie: Kurt Maetzig)
- 1972: Der Adjutant (TV, 3 Teile, Regie: Peter Deutsch)
- 1984: Das zweite Leben des Dr. Gundlach (Regie: Jurij Kramer)